# Werner Krone (Volkswirt)
Werner Krone (* 13. Januar 1916; † 8. Juni 2004) war ein deutscher Volkswirt und Hochschullehrer. Er war geschäftsführender Dozent an der Akademie für Gemeinwirtschaft und späteren Hochschule für Wirtschaft und Politik (HWP) in Hamburg.

## Leben
Ab 1953 war er Leitungsassistent an der Akademie. Mit dem Wintersemester 1954/55 übernahm Krone die Einführung in die Grundlagen der Mathematik und Finanzwissenschaften. Im Jahr 1959 wurde er zum Wissenschaftlichen Rat ernannt sowie geschäftsführender Dozent der Akademie. 1956 übernahm er die Redaktion für das „Hamburger Jahrbuch für Wirtschafts- und Gesellschaftspolitik“, das von der Akademie herausgegeben wurde, ab 1960 auch in der Funktion des Mitherausgebers. Am 27. Mai 1970 wurde er zum Professor ernannt. Im Jahr 1978 schied er aus der Hochschule für Wirtschaft und Politik aus.